# Gischow
Gischow är en ortsteil i kommunen Lübz i Landkreis Ludwigslust-Parchim i förbundslandet Mecklenburg-Vorpommern i Tyskland. Gischow var en kommun fram till 26 maj 2019 när den uppgick i Lübz. Kommunen Gischow hade 233 invånare 2019.